# Robbie France
Robbie France (Sheffield, 5 dicembre 1959 – Mazarrón, 14 gennaio 2012) è stato un batterista, produttore discografico, giornalista e musicologo britannico conosciuto per la sua militanza in band quali UFO e Diamond Head, e più tardi, per aver prodotto band come gli Skunk Anansie.

## Biografia
Iniziata l'attività nel 1979 come musicista itinerante, nel 1982 si unisce alla band hard rock Diamond Head. Nel 1983 entrò negli UFO, in sostituzione dello storico membro Andy Parker, ma la band si sciolse soltanto due mesi dopo.
In quello stesso periodo fondò una scuola di musica a Kingston upon Thames, dove negli anni successivi si sono esibiti Gary Wallis, Mike + The Mechanics, Power Station, 10cc, Jean Michel Jarre, Paul Weller, Gary Ferguson e Tim Burgess. 
Nel 1990 France si unì agli Wishbone Ash, con i quali andò in tournée e iniziò la registrazione dell'album Strange Affair.
Tuttavia, si verificarono degli attriti con il bassista Martin Turner, con conseguente licenziamento dalla band, dove fu sostituito da Ray Weston, che era uno dei suoi studenti. Si è poi unito alla band Pleasure, in tournée come atto di supporto agli Eurythmics.
Nel 1991, dopo aver lavorato con Simon Ellis (East 17, D:Ream, S Club 7) e altri, sui pezzi per le sue famose drum clinic, la Francia è tornata in Australia per formare un progetto jazz solista, The Gab. Basato liberamente come tributo ai grandi del jazz Elvin Jones e John Coltrane, il loro primo album è stato registrato presso l'EMI Studio 301 nel luglio 1993. 
Nel 1994 fu fondatore degli Skunk Anansie, ma l'esperienza durò poco: lasciò il gruppo nel 1995, per unirsi alla band tedesca Alphaville, di cui farà parte fino al 1997, quando, in seguito ad un incidente stradale si è rotto il tendine d'Achille.
Ha vissuto in Polonia per oltre due anni, conducendo il suo programma radiofonico e apparendo in vari programmi televisivi. Nel 1998 si è trasferito a Mazarrón, in Spagna, per concentrarsi sulla scrittura del suo primo romanzo.
E anche noto per la sua attività come turnista, soprattutto per la sua collaborazione con Rod Stewart.
Muore nel 2012, a causa della rottura dell'aorta.

## Discografia

### Ufficiale

#### Solista
- 1996 - Evening Session Priority Tunes
- 2000 - Best Anthems Ever

### Con i Diamond Head
- 1983 - Canterbury

### Con gli Skunk Anansie
- 1995 - Paranoid & Sunburnt

#### con gli Wishbone Ash
- 1991 - Strange Affair

### Collaborazioni (parziale)
- 1998 - When We Were the New Boys - Rod Stewart